# علي عيسى (لاعب كرة قدم بحريني)
علي عيسى (ولد في 12 يوليو 1996 في المنامة، البحرين) لاعب كرة قدم بحريني يجيد اللعب في مركز حارس المرمى. يلعب حاليا لصالح الرفاع الشرقي البحريني منذ 2023.